# راش ریز
راش ریز (انگلیسی: Rush Rhees؛ ۱۹ مارس ۱۹۰۵–۲۲ مه ۱۹۸۹) فیلسوفی آمریکایی بود. به‌طور عمده وی را به عنوان دانشجو، دوست و وصی ادبی لودویگ ویتگنشتاین می‌شناسند. وی با همراهی الیزابت انسکوم به عنوان یک کار بسیار تأثیر گذار، کتاب تحقیقات فلسفی ویتگنشتاین را بعد از مرگ او ویرایش کرد و به چاپ رساند (۱۹۵۳). همچنین او مسوولیت انتشار بقیه کارهای ویتگنشتاین مانند کتاب نکاتی دربارهٔ مبانی ریاضیات، نکات فلسفی و اصول اولیه فلسفه را هم بر عهده داشت. ریز از سال ۱۹۴۰ تا ۱۹۶۶ در دانشگاه سوانزی تدریس می‌کرد.

## زندگی و تحصیلات

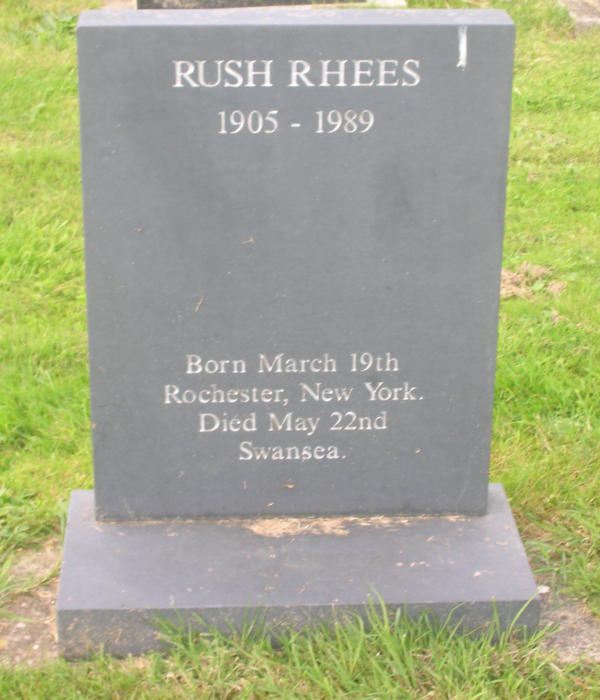

راش ریز در ۱۹ مارس ۱۹۰۵، در شهر راچستر، نیویورک ایالات متحده آمریکا به دنیا آمد. او پسر بنجامین راش ریز، نویسنده و رئیس دانشگاه راچستر بود. او شروع به آموختن فلسفه را در دانشگاه راچستر کرد ولی در سال ۱۹۲۲ به علت سوالات گستاخانه اخراج شد. در سال ۱۹۲۴ به بریتانیا رفت و سرانجام در آنجا و در سال ۱۹۲۸ از دانشگاه ادینبرو فارغ‌التحصیل شد. در ۱۹۳۲ به عنوان یک پژوهشگر در دانشگاه کمبریج مشغول به کار شد. در آنجا مورد تحسین جرج ادوارد مور قرار گرفت که وی را تواناترین دانشجویش می‌دانست. همچنین وی در آنجا با ویتگنشتاین آشنا شد که بعدها بهترین دوست وی شمرده می‌شد. دیدارهای این دو نفر با هم، بعد از رفتن ریز به دانشگاه سوانزی در ولز هم ادامه پیدا کرد.

## کارهای عمده
- ویرایشی از تحقیقات در منطق و احتمالات (۱۹۵۲)، انتخابی از کارهای جرج بول
- ویرایش پژوهش‌های فلسفی (۱۹۵۳)، نوشتهٔ لودویگ ویتگنشتاین
- بی جوابها (۱۹۶۹)
- ویتگنشتاین و امکان گفتمان (۱۹۸۸)
- در مذهب و فلسفه (۱۹۹۷)
- سوالات اخلاقی (۱۹۹۹)